# Ripple Effect Studios
Ripple Effect Studios  (anciennement EA Los Angeles, Danger Close Games et  DICE Los Angeles) est un studio américain de développement de jeux vidéo. 
La société, basée à Los Angeles en Californie, a été fondée en 1995 sous le nom de DreamWorks Interactive LLC (c'était une filiale de DreamWorks SKG).

## Historique
En 2000, Electronic Arts acquiert Dreamworks Interactive et le fait fusionner avec EA Pacific et Westwood Studios pour former EA Los Angeles. Peu après, la plupart des anciens employés de Westwood Studios partent fonder Petroglyph Games.
En 2010, EA Los Angeles est rebaptisé Danger Close Games. Le studio ne se consacre plus qu'au développement de jeux de la franchise Medal of Honor : en 2010, le studio produit la campagne solo de Medal of Honor ; puis, deux ans plus tard, le studio sort Medal of Honor: Warfighter.
Lors de la publication des résultats financiers du troisième trimestre de son année fiscale 2013, Electronic Arts annonce être déçu des ventes de Medal of Honor: Warfighter et retire la franchise de son catalogue. En outre, de nombreux employés de Danger Close Games sont licenciés et le studio est temporairement fermé ; il est ressuscité et rebaptisé DICE Los Angeles, afin de profiter de la notoriété de la marque DICE (studio suédois à l'origine de la franchise Battlefield). La nouvelle entreprise conserve plusieurs employés de Danger Close Games et travaille conjointement avec ses homologues suédois du studio DICE sur Battlefield 4 et Star Wars: Battlefront.
Le 2 janvier 2020, il est annoncé que Vince Zampella, actuel dirigeant de Respawn Entertainment, prendra en charge le studio qu’il compte renommer. 
Le nouveau nom, Ripple Effect Studios, est annoncé le 7 Juillet 2021 avec comme pour première attention de développer du contenu pour Battlefield 2042 et une nouvelle licence. 

## Jeux développés
| Titre                                        | Date de sortie | Plates-formes  |
| -------------------------------------------- | -------------- | -------------- |
| Someone's in the Kitchen!                    | 1996           | Windows        |
| Goosebumps: Escape from Horrorland           | 1996           | Windows        |
| The Neverhood                                | 1996           | Windows        |
| Skullmonkeys                                 | 1997           | PlayStation    |
| Chaos Island: The Lost World - Jurassic Park | 1997           | Windows        |
| Goosebumps: Attack of the Mutant             | 1997           | Windows        |
| Dilbert's Desktop Games                      | 1997           | Windows        |
| The Lost World: Jurassic Park                | 1997           | PlayStation    |
| Small Soldiers                               | 1998           | PlayStation    |
| Small Soldiers: Squad Commander              | 1998           | Windows        |
| Boombots                                     | 1999           | PlayStation    |
| T'ai Fu: Wrath of the Tiger                  | 1999           | PlayStation    |
| Fourmiz                                      | 1999           | Game Boy Color |
| Trespasser                                   | 1998           | Windows        |
| Warpath: Jurassic Park                       | 1999           | PlayStation    |
| Medal of Honor                               | 1999           | PlayStation    |
| Medal of Honor : Résistance                  | 2000           | PlayStation    |
| Clive Barker's Undying                       | 2001           | Windows        |

| Titre | Date de sortie | Plates-formes                    |
| --- | -------------- | -------------------------------- |
| Medal of Honor : En première ligne                                                                        | 2002           | Xbox, PlayStation 2, GameCube    |
| Medal of Honor : Débarquement allié (extension)                                                           | 2002           | Windows                          |
| Medal of Honor : Soleil levant                                                                            | 2003           | Xbox, PlayStation 2, GameCube    |
| Command and Conquer: Generals - Heure H (extension)                                                       | 2003           | Windows                          |
| GoldenEye : Au service du Mal                                                                             | 2004           | Xbox, PlayStation 2, GameCube    |
| Medal of Honor : Batailles du Pacifique                                                                   | 2004           | Windows                          |
| Medal of Honor : Les Faucons de guerre                                                                    | 2005           | Xbox, PlayStation 2, GameCube    |
| Le Seigneur des anneaux : La Bataille pour la Terre du Milieu                                             | 2004           | Windows                          |
| Le Seigneur des anneaux : La Bataille pour la Terre du Milieu II                                          | 2006           | Windows, Xbox 360                |
| Le Seigneur des anneaux : La Bataille pour la Terre du Milieu II - L'Avènement du Roi-Sorcier (extension) | 2006           | Windows                          |
| Command and Conquer 3 : Les Guerres du Tiberium                                                           | 2007           | Windows, OS X, Xbox 360          |
| Medal of Honor: Airborne                                                                                  | 2007           | PlayStation 3, Xbox 360, Windows |
| Command and Conquer 3 : La Fureur de Kane (extension)                                                     | 2008           | Windows, Xbox 360                |
| Boom Blox                                                                                                 | 2008           | Wii                              |
| Command and Conquer : Alerte rouge 3                                                                      | 2008           | PlayStation 3, Xbox 360, Windows |
| Command and Conquer : Alerte rouge 3 - La Révolte (extension)                                             | 2009           | Windows                          |
| Boom Blox Smash Party                                                                                     | 2009           | Wii                              |
| Command and Conquer 4 : Le Crépuscule du Tiberium                                                         | 2010           | Windows                          |

| Titre                          | Date de sortie | Plates-formes                           |
| ------------------------------ | -------------- | --------------------------------------- |
| Medal of Honor (campagne solo) | 2010           | PlayStation 3, Xbox 360, Windows        |
| Medal of Honor: Warfighter     | 2012           | PlayStation 3, Xbox 360, Wii U, Windows |

| Titre                     | Date de sortie | Plates-formes                                             |
| ------------------------- | -------------- | --------------------------------------------------------- |
| Battlefield 4 (avec DICE) | 2013           | PlayStation 3, PlayStation 4, Xbox 360, Xbox One, Windows |
| Star Wars: Battlefront    | 2015           | PlayStation 4, Xbox One, Windows                          |